# 熊谷太助
熊谷 太助（くまがい たいすけ、1970年（昭和45年） - ）は、フジテレビジョンのプロデューサー。
大胆な企画を仕掛ける姿から、関係者からは「仕込み人」と呼ばれる。対決系の番組ではマッチメーカーを兼務。

## 来歴
- 2010年ジャンクSPORTS[1]（フジテレビHP 参照）のレギュラー放送廃止に伴い、復活を目指す新生ジャンクSPORTSチームのチーフプロデューサーに就任。
- 2010年12月にはジャンク復活第一弾となる「スーパーアスリートが夢の対決! ジャンクCUP 2010[1]」を制作。石川遼など、レギュラー番組時代には出演が叶わなかった大物アスリートを数々起用した特番となった。
- 2011年11月にはジャンク復活第二弾となる「ＮＥＷジャンクＳＰＯＲＴＳ トーク復活祭り」[1] を制作。当時、Ｗ杯を優勝し国民栄誉賞を受賞したばかりの澤穂希率いるなでしこジャパン軍団によるトークと、長友佑都率いるサッカー男子日本代表軍団のトークの二本立てで、ジャンク復活を印象付ける視聴率を獲得した。
- 2012年7月には当時、国民のヒロインであったなでしこジャパンメンバーによる旅特番「なでしこご褒美ツアーinバルセロナ」[1] を制作。なでしこメンバーにひと時の安らぎとご褒美をあげる内容で、バルセロナを街ブラさせた。
- 2012年7月には香取慎吾MCの新番組「ジャイアントキリング (テレビ番組)〜世紀の番狂わせ〜」[1] を立ち上げ。日本相撲協会全面協力のもと両国国技館にセットを建てこみ幕内力士全員が出演して、一芸に秀でた一般人たちの様々な挑戦を力士たちが受けるという図式の新番組だった。
- 2012年9月にはジャンク復活第三弾となる「ＮＥＷジャンクＳＰＯＲＴＳ 浜田☓五輪アスリート ロンドン(秘)裏話大収穫祭SP」[1] を制作。ロンドン五輪から凱旋帰国したメダリストたちからお宝トークを引出し、二回連続の視聴率14％超えを達成した。
- 2012年12月には「ジャイアンキリング２〜世紀の番狂わせ〜」[1] を制作。第一弾から引き続き「大食いで力士に挑戦する企画」や「腕相撲企画」を拡大継続した。特に当時メディア離れをしていた朝青龍が突如腕相撲企画に登場し、当時UFC世界王者だったアリスター・オーフレイムと対戦したことで反響を得た。また、清原和博ＶＳ桜庭和志の腕相撲対決は、第三弾に持ち越されるほどの因縁の対決となった。
- 2013年2月にはジャンク復活第四弾となる「ＮＥＷジャンクSPORTS 浜田☓スーパーアスリート＝噂の真相飛び出す！SP」[1] を制作し、この番組の裏では出演者であったロンドン五輪ボクシング金メダリストの村田諒太のプロ入りと、現ボクシングWBO世界スーパーフライ級王者の井上尚弥の放送権獲得を同時に推し進めていたという。
- 2013年4月には村田諒太のプロ転向を成功させて放送権を獲得し、同時期に獲得した井上尚弥の放送権と抱き合わせ「EXCITING TIME」[1] というボクシング番組を立ち上げた。村田のプロテストマッチと井上のデビュー３戦目を二本柱とし、フジテレビとして２１年ぶりにボクシングをゴールデンタイムで放送した。また、この頃にはラスベガスのトッププロモーター、ボブ・アラムに接近し、村田・井上の二枚看板を売り込んでいたという。しかしこの接近を嫌った日本ボクシング界の重鎮である帝拳ジム本田明彦会長の意思により、その後ボクシング番組からの撤退を余儀なくされたという。
- 2013年12月には「ジャイアントキリング３〜スポーツマン腕相撲世界一決定戦〜」[1] を制作。晦日の夜の５時間半を腕相撲企画だけで構成し、世界各国の腕力自慢トップアスリート３２名によるワンデートーナメントを生放送した。特に現役横綱である白鵬と元PRIDE世界王者であるエメリヤーエンコ・ヒョードルの対決は格闘技ファンから反響を得た。その他にも、ロンドン五輪ンマー投げ金メダリスト クリスティアン・パルシュＶＳ大相撲・遠藤聖大の対決や、山本KID徳郁ＶＳ亀田興毅の対決など、ドリームマッチが実現した。またこの番組がPRIDEを手がけた佐藤大輔 (映像作家)の、フジテレビ番組の演出復帰作第一弾となった。
- 2014年12月には新しい格闘技イベントをテレビ番組と視聴者で創り上げるというコンセプトのもと、新番組「千原ジュニアのニッポン格闘技復興委員会」[1] を立ち上げ。さまよえる格闘技ファンへ向け、新しい異種格闘技のリングやルールづくりを公開で討論し検証していくという内容で、その実行委員会は元プロレスラーで衆議院議員の馳浩を委員長とし、舞の海秀平、旭道山和泰、篠原信一、魔裟斗など、各スポーツジャンルのビッグネームたちによって編成された。
- 2015年2月には「千原ジュニアのニッポン格闘技復興委員会」で創り上げたリング、ルールを公開検証する場として、新異種格闘技イベント「巌流島」[1] 第一回大会を立ち上げ。初回からフジテレビONEで３時間半の生中継をおこなった。これはフジテレビとしてK-1 World GP以来、５年ぶりの格闘技中継となった。
- 2015年4月には大相撲ファンへ向けた新番組「大相撲いぶし銀列伝」[1] を演出家、プロデューサーの一人二役でフジテレビONEにて立ち上げ。かつて大横綱の好敵手として土俵とお茶の間をわかせた名脇役たちにスポットをあて、思い出の取り組みをアーカイブ映像と最新のインタビューで振り返る内容で、好角家のやくみつるがナビゲーターを務める。第一話は、元関脇寺尾の錣山親方だった。（42作品をリリース）

　#1　寺尾篇
　#2　水戸泉篇
　#3　舞の海篇
　#4　初代・栃東篇
　#5　鷲羽山篇
　#6　旭道山篇
　#7　増位山篇
　#8　栃乃和歌篇
　#9　智ノ花篇
- 2016年7月21日、「大相撲いぶし銀列伝」シリーズは 第6回 衛星放送協会オリジナル番組アワード 2016 のオリジナル番組賞 バラエティ番組部門 最優秀賞および全ノミネート作品から選出されるオリジナル番組アワード 大賞を受賞。（衛星放送協会オリジナル番組アワード授賞式のレポートが 日経エンタテインメント！10月号〈日経エンタテインメント！10月号 P44,45参照〉に掲載された）
- 2017年には、自身出演の長尺冒険ドキュメンタリー「ザ・怪魚ハンター[2]」をスカパーで立ち上げ。独裁者サッダーム・フセインの愛した３ｍにも育つ淡水怪魚「ソング」は、イスラム過激派組織ISの潜むエリアに生息し、ナショナルジオグラフィックTVなど世界各国のメディアがその姿の撮影を狙う「淡水最大の怪魚」であった。世界の巨大メディアが重装備で撮影に臨む計画がある中、それに先んじて少数精鋭３人部隊で撮影に臨み、「ソング」の撮影に世界のメディアで初めて成功した。
- 2018年には、産経新聞社「ソナエ」とのコラボレーションで、「THEドキュメンタリー終活」をBSフジでリリース。10年前に末期ガンを克服した元欽ちゃんバンドのコニタンこと小西博之の終活を追い、終活の神髄に迫った。ナビゲーターとして遺体衛生保全士の資格を持ち、終活にも造詣が深い、壇蜜を起用した。
- 2020年には、疑似体験型温泉情報番組と銘打つ、「あなたと温泉に行[3]ったら...」シリーズをリリース。全132作を発表し、放送コードの限界に挑戦する作品として話題を集めた。
- 2022年には、フジテレビジョンを円満退社し独立。制作会社「株式会社電車道」を立ち上げ、代表取締役兼エクゼクティブプロデューサーとして生涯現役の道を選んだ。
- 2022年からは、公益社団法人東京青年会議所の主要イベントである、「わんぱく相撲全国大会」の制作・生中継を株式会社電車道が担当している。